# Legacy of Rage
Legacy of Rage (chino: 龍在江湖) es una película de acción hongkonesa de 1986, dirigida por Ronny Yu, protagonizada por Brandon Lee, Michael Wong, Regina Kent y Bolo Yeung quien hace un cameo. Este sería el primer papel protagónico de Brandon Lee en una película, fue la única que grabó en Hong Kong y la primera que rodó para ser estrenada en cines. se estrenó en Hong Kong el 20 de diciembre de 1986. 

## Argumento
Brandon Lee interpreta a Brandon Ma, un joven que se gana la vida trabajando como mecánico durante el día y como camarero por la noche. Su mayor afición son las artes marciales y solo las emplea en defensa de la justicia. Pero un día su mejor amigo, Michael Wan (Michael Wong), un joven ambicioso y asesino vendedor de drogas, lo traiciona y Brandon acaba en la cárcel. Mientras cumple condena, descubre que Michael es culpable de todo lo sucedido. Lleno de venganza, Brandon intenta salir de la prisión por todos los medios sin conseguirlo. Tras cumplir su condena y ayudado por Hoi, un preso al que ayudó en la cárcel, Brandon decide vengarse y enfrentarse a Michael que se ha convertido en un poderoso jefe de la mafia.

## Reparto
| Actor        | Personaje   |
| ------------ | ----------- |
| Brandon Lee  | Brandon Ma  |
| Michael Wong | Michael Wan |
| Regina Kent  | May         |
| Michael Chan | Yee         |
| Onno Boelee  | Prisionero  |
| Hak Chu      | Sr. Wong    |
| Chui Kin-Wa  | Prisionero  |
| Bolo Yeung   | Thug        |
| Wing-Cho Yip | Sr. Yip     |

## Lanzamiento
Legacy of Rage se estrenó el 20 de diciembre de 1986 y fue grabada en idioma cantonés. Fue la única película que Brandon Lee rodó en Hong Kong y la primera que rodó para ser estrenada en cines ya que su anterior película y la primera en su carrera cinematográfica, sería para Televisión; Kung Fu: The Movie).